# Eotyrannus
Eotyrannus is een geslacht van middelgrote vleesetende theropode dinosauriërs dat tijdens het vroege Krijt, zo'n 120 miljoen jaar geleden, leefde in het gebied van het huidige Engeland. De typesoort is Eotyrannus lengi.

## Vondst en naamgeving
In 1995 vond de lokale verzamelaar Gavin Leng op de zuidwestkust van het Britse eiland Wight, aan de voet van de klippen van Brighstone Bay tussen Atherfield Point en Hanover Point, een handklauw. In 1997 liet hij de vondst zien aan Stephen Hutt die daarop in september dat jaar twaalf meter hoger op de rotswand een skelet van een theropode ontdekte, gevat in een concretie van sideriet. Het werd uitgegraven met hulp van Penny Newbery en met grote moeite geprepareerd. De botten van de roofsauriër waren gemengd met die van een plantenetende euornithopode, specimen IWCMS:
1997.885, wellicht een soort verwant aan Valdosaurus. Het bleek dat verschillende delen van het skelet al eerder afgebrokkeld moeten zijn geweest en op het strand gevallen. Hoewel de precieze locatie geheim gehouden werd om te voorkomen dat fossielenjagers delen zouden buitmaken, werd een beroep gedaan op het grote publiek om gevonden stukken in te leveren. Hutt en David Martill meldden de vondst in 1998 in de wetenschappelijke literatuur.

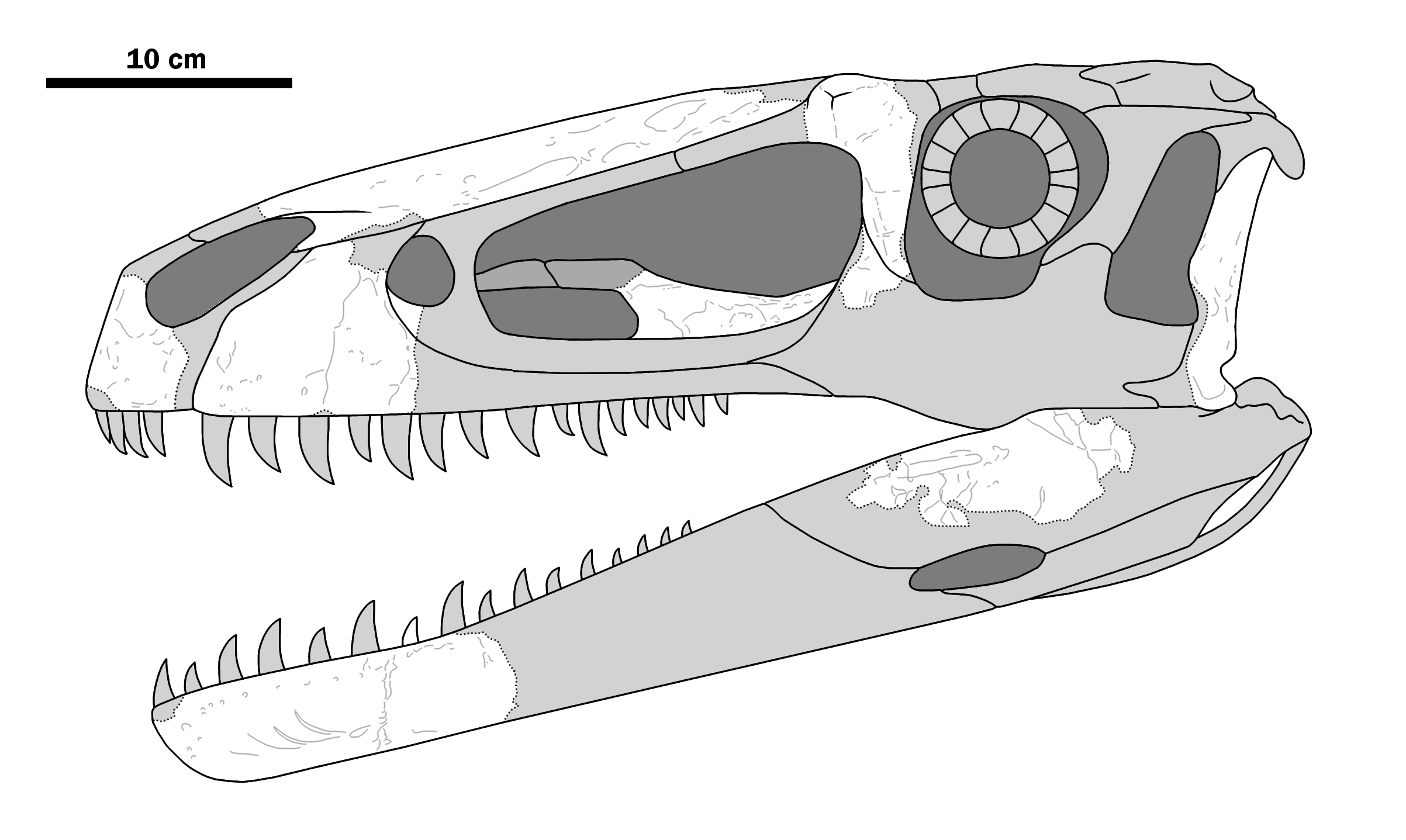
De bewaarde beenderen van de kop

De typesoort Eotyrannus lengi is in 2001 beschreven door Stephen Hutt, Darren William Naish, David Martill, Michael Barker en Penny Newbery. De geslachtsnaam, afgeleid van het Klassiek Griekse èoos, "dageraad" en tyrannos, "tyran", verwijst naar de basale positie van de soort in de stamboom van zijn ruimere verwanten, de Tyrannosauroidea. Eerst was overwogen het geslacht "Fusinasus" te noemen naar de vergroeide neusbeenderen. In de pers werden ook namen gebruikt als "Gavinosaurus", "Lengosaurus" en "Kittysaurus". De soortaanduiding eert Gavin Leng.
Het fossiel, holotype MIWG1997.550, is gevonden in een laag plantenfossielen van de Wessexformatie daterend uit het Barremien. Het bestaat uit een gedeeltelijk skelet met schedel van een onvolgroeid dier. Bewaard zijn gebleven: een rechterpraemaxilla, beide bovenkaaksbeenderen, de neusbeenderen, een rechtertraanbeen, een linkerquadratum, de dentaria van de onderkaken, tanden, de draaier, twee verdere halswervels, stukken van minstens vijf ruggenwervels, ribben, een sacrale wervel, vijf staartwervels, de schouderbladen, een linkerravenbeksbeen, beide opperarmbeenderen, een rechteronderarm met hand, stukken van de darmbeenderen, een linkerscheenbeen, een linkerkuitbeen en een voet.
Later zijn er nog verdere vondsten gemeld waaronder een losse tand en een scheenbeen, Glyn's tibia.
In 2006 wijdde Naish zijn dissertatie aan Eotyrannus. Die bleef ongepubliceerd maar een verbeterde tekst die samen met Andrea Cau zou worden gepubliceerd, werd aangekondigd. In 2022 werd die na lang uitstel gepubliceerd.

## Beschrijving

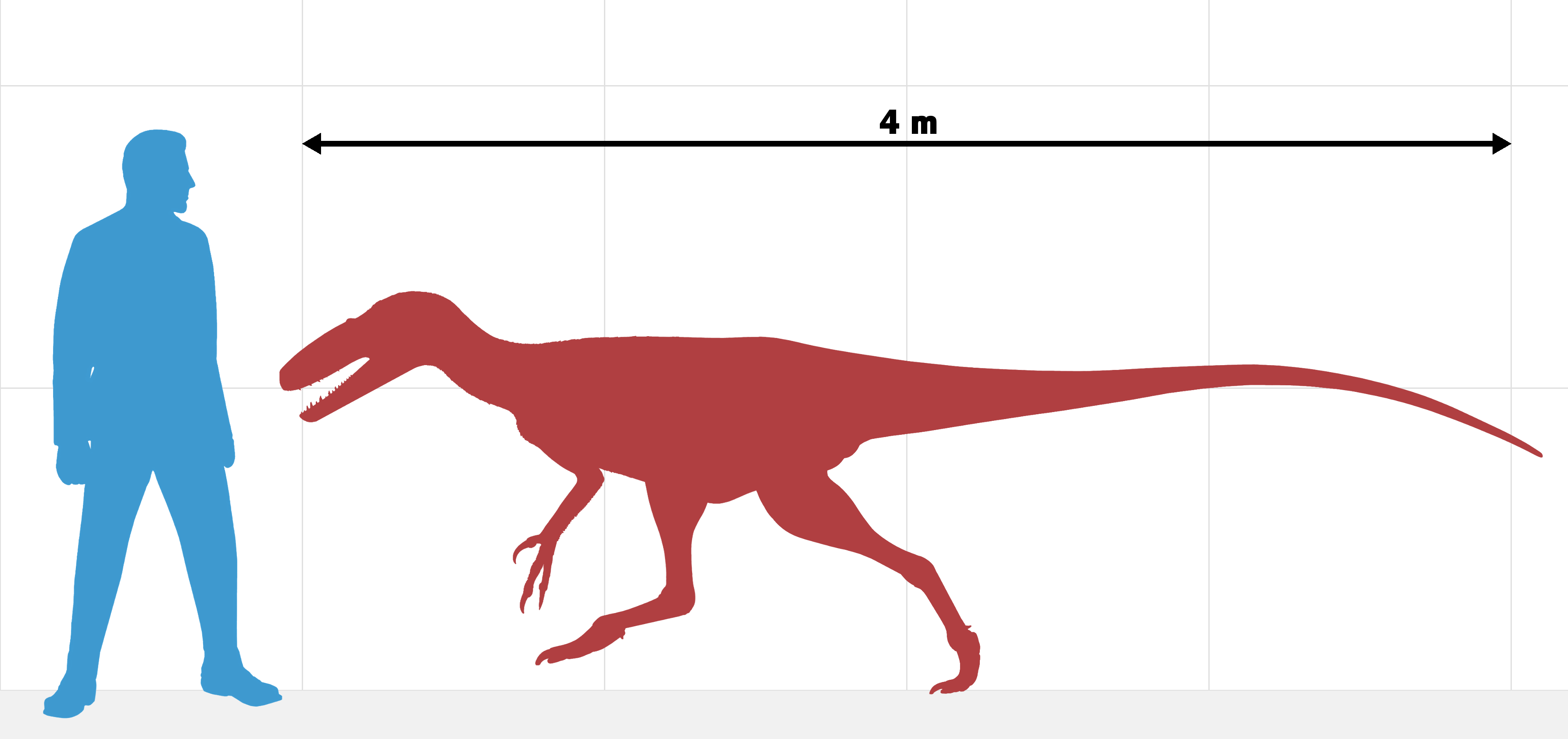
Eotyrannus in grootte vergeleken met een mens

Eotyrannus was een middelgrote roofsauriër met een lengte van ongeveer 4,5 meter. Dat is althans de lengte van het holotype, een jong dier. Het heeft een heuphoogte van zo'n anderhalve meter.

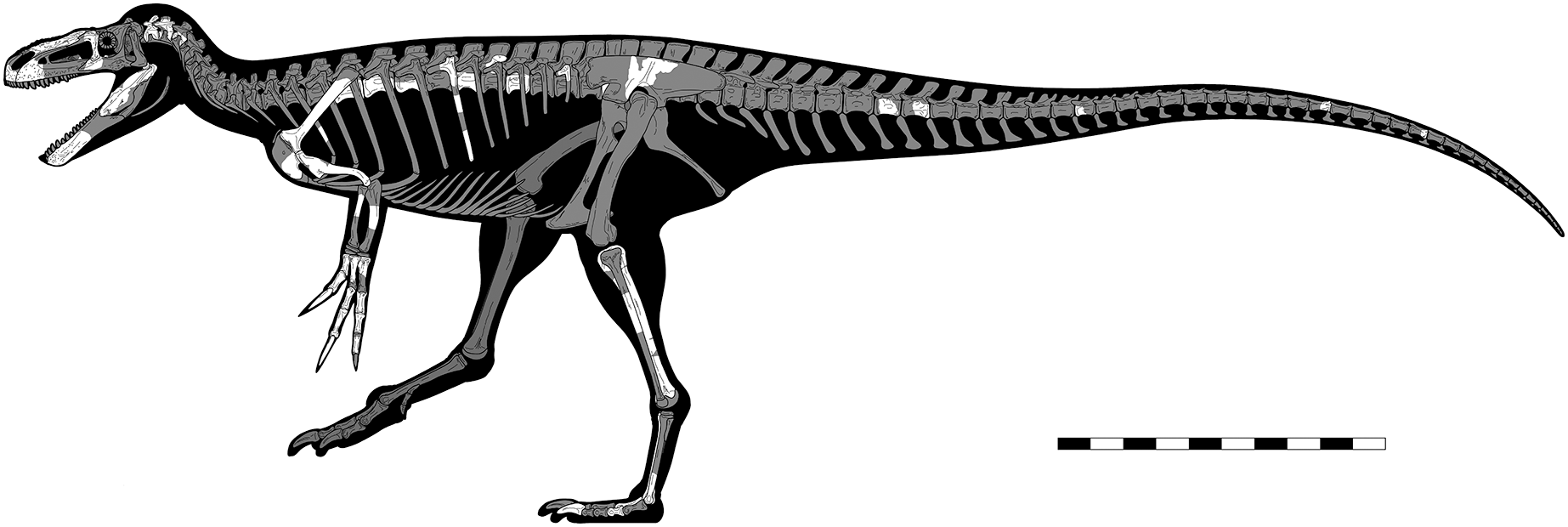
Het skelet zoals gereconstrueerd in 2022

In 2001 werd een lijst van elf onderscheidende kenmerken gegeven. In 2022 bleken die alle ongeldig. Veel ervan zijn in feite aanwezig bij de meeste Tyrannosauroidea of zelfs Theropoda. In één geval was het vermeende kenmerk simpelweg afwezig: de verschillen in grootte tussen de denticula van de tanden, eerst gemeten als 1,5, bleken in feite 1,16 te bedragen, een normale waarde. De lange tweede vinger, met 95% van de lengte van het opperarmbeen, is opmerkelijk maar een plesiomorfie voor de Tyrannosauroidea, dus een basaal kenmerk dat oorspronkelijk is voor de groep, geen autapomorfie. Tanycolagreus en Guanlong hebben nog langere vingers.

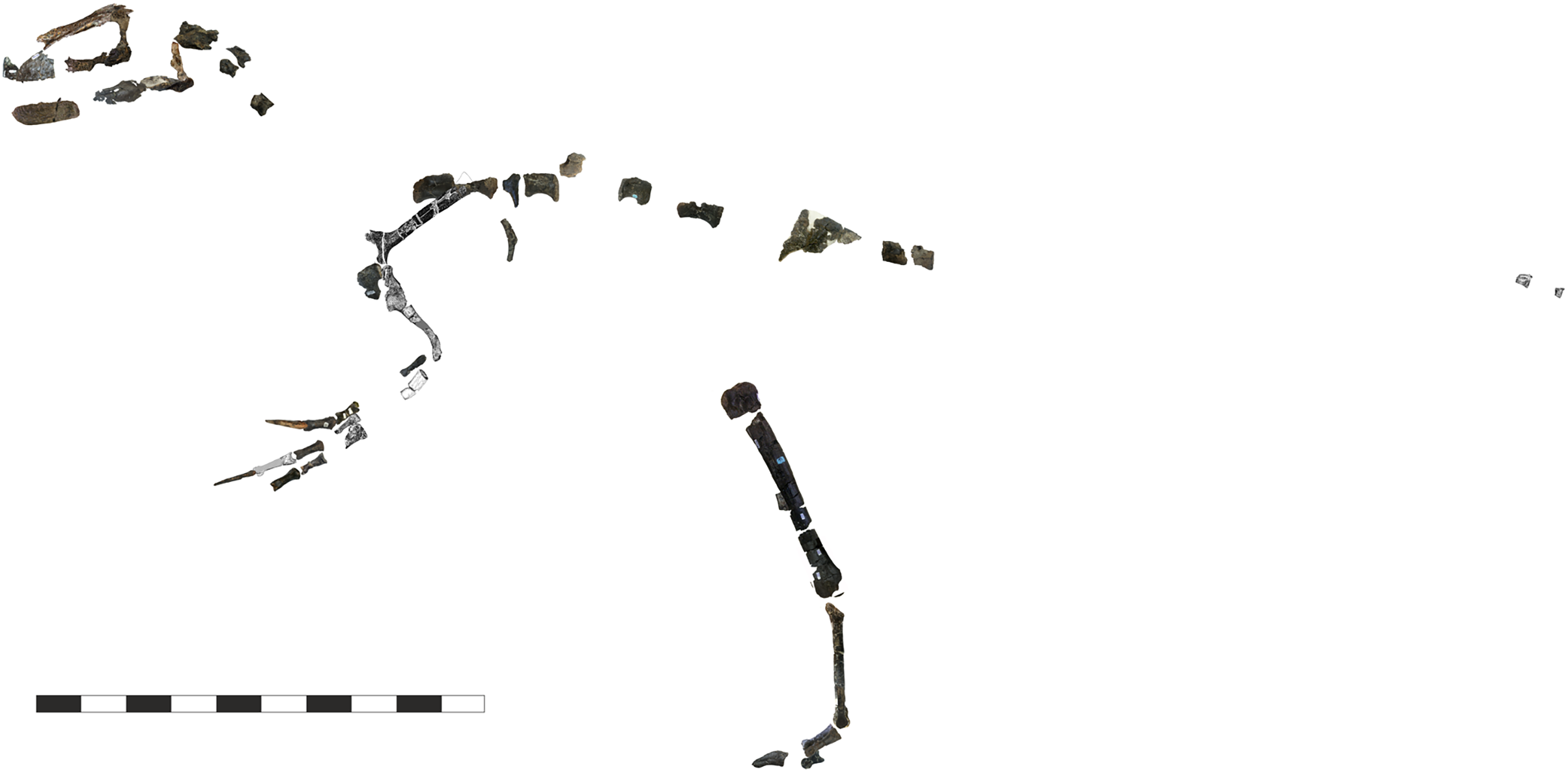
De gevonden botten

In 2022 werd echter een vervangende lijst kenmerken gegeven. Drie daarvan zijn vrij zekere autapomorfieën. Het buitenvlak van het dentarium toont vijf ondiepe gewelfde troggen die naar voren en boven buigen van een gezamenlijk punt van oorsprong uit op de onderrand van de kaak. Bij het opperarmbeen is de beenstijl die naar de binnenste onderste gewrichtsknobbel loopt groot en blokvormig. De onderzijde van het scheenbeen toont langs de buitenrand van de schacht een verticaal kanaal, aan de buitenzijde begrensd door een richel.
Vijf andere kenmerken zouden autapomorfieën kunnen zijn maar hun status is onzeker. Het dentarium heet aan bovenaknt van de voorste punt een holle inkeping met aan de binnenzijde een tandvormig uitsteeksel. Gezien de slechte conditie van de beenderen kan dit echter een artefact zijn. Bij het verhemeltebeen heeft de basis van de tak naar het ploegschaarbeen en de pterygoïde een golvende richel door een hogere inham. Dit is niet van andere Tyrannosauroidea bekend maar daarbij is dit deel van het verhemelte meestal niet bewaard gebleven. Tussen deze tak en de taak naar de pterygoïde loopt een lange rechte bovenrand in plaats van een korte holle rand; opnieuw is dit bij de meeste verwanten niet te controleren. Er zijn stukken schacht gevonden, kennelijk van de ellepijp en het spaakbeen met een afwijkende drupplevormige dwarsdoorsnede. Het is echter niet zeker of het echt om delen vande onderarm gaat. Een vijfde kenmerk is uniek voor de Tyrannosauroidea. Minstens een van de handklauwen toont een beenlip aan de bovenrand van het gewrichtsvlak. Dat kenmerk is echter bekend van Maniraptora, met name Oviraptorosauria.

## Fylogenie
Eotyrannus werd in 2001 in de Tyrannosauroidea geplaatst. Sommige latere analyses hebben als uitkomst dat hij een lid is van de Megaraptora, die op hun beurt wel of niet tot de Tyrannosauroidea behoren, afhankelijk van de studie. Het onderzoek wordt gehinderd doordat Naish nog niet gepubliceerd heeft.
Als Eotyrannus inderdaad een tyranosauroïde is, vertegenwoordigt hij een de van de oudste bekende leden van de Tyrannosauroidea en is dan relatief nauw verwant aan de voorouder van Tyrannosaurus. Dit kon men bepalen aan de hand van zijn neusbeen. Bij de meeste vleesetende dinosauriërs bestaat dit uit twee samengegroeide delen, maar bij de tyrannosauroïden is het één enkel bot, zo ook bij Eotyrannus. Een ander tyrannosauroïde kenmerk is de D-vormige dwarsdoorsnede van de premaxillaire tanden. In tegenstelling tot zijn latere verwanten, die zeer korte armpjes met twee vingers hadden, had Eotyrannus lange, sterke armen met drie krachtige vingers. Deze werden duidelijk bij de jacht gebruikt. Al met al is Eotyrannus een informatieve schakel in de evolutie van de tyrannosauroïden, die de overgang laat zien tussen snellere, kleinere theropoden en de zwaardere soorten die vooral hun sterke kaken gebruiken bij de jacht. Eotyrannus vertrouwde vermoedelijk nog veel op zijn snelheid, maar zijn zware schedel speelde een vrij belangrijke rol die in de loop der miljoenen jaren bij de tyrannosauroïden steeds belangrijker is geworden.
Een andere interpretatie is dat Eotyrannus wegens zijn lange armen tot de Megaraptoridae behoorde.